# Mangalia
Mangalia  (em romeno:  maŋˈɡalia, em grego:  Callatis, Panglicara, em português:  Calate, outros nomes históricos:  Pangalia, Tomisovara) é uma cidade e porto da Roménia, na costa do Mar Negro, no judeţ (distrito) de Constanţa, com 40.037 habitantes.
Era conhecida como Calate durante o período romano.